# Sofiivka, Kahovka
Sofiivka (în ucraineană Софіївка) este un sat în comuna Vasîlivka din raionul Kahovka, regiunea Herson, Ucraina.

## Demografie
Componența lingvistică a localității Sofiivka
     Ucraineană (93,28%)
     Rusă (6,56%)
     Alte limbi (0,15%)
Conform recensământului din 2001, majoritatea populației localității Sofiivka era vorbitoare de ucraineană (93,28%), existând în minoritate și vorbitori de rusă (6,56%).